# Cétène (molécule)
Cet article concerne le composé chimique. Pour le groupe chimique, voir Cétène (groupe).
Le cétène est un gaz toxique de formule semi-développée H2C=C=O, instable dans les conditions normales de température et de pression. Son tautomère est l'éthynol.

## Propriétés physico-chimiques
Le cétène est un agent d'acétylation très puissant.

## Utilisation
- Production de l'anhydride acétique

La majeure partie de la production du cétène est utilisée pour la production de l'anhydride acétique. Toutefois ce procédé est concurrencé par la carbonylation de l'acétate de méthyle.

{\displaystyle H_{2}C=C=O+CH_{3}-COOH\ \rightarrow \ CH_{3}-(CO)-O-(CO)-CH_{3}}
- Production du dicétène

La seconde utilisation du cétène est la production du dicétène par dimérisation contrôlée.
- Production de l'acide sorbique

La réaction du cétène avec le crotonaldéhyde produit le bêta-lactone ou du polyester. Ces derniers sont ensuite convertis par voie thermique ou par voie catalytique en acide sorbique.

## Production et synthèse
La principale voie de synthèse du cétène est la pyrolyse de l'acide acétique. Ce dernier est évaporé et chauffé à une température de 740  à   760 °C, puis du phosphate de triéthyle est ajouté comme catalyseur ainsi que de l'ammoniaque. L'ammoniaque empêche la recombinaison de l'eau et du cétène. Le mélange est ensuite refroidi à moins de 100 °C pour condenser l'eau et l'acide acétique n'ayant pas réagi, le cétène est alors absorbé dans un liquide de conditionnement ou récupéré sous forme de dicétène via une pompe à vide.